# Tiapoum
Tiapoum è una città, sottoprefettura e comune della Costa d'Avorio, situata nella regione di Sud-Comoé. È capoluogo dell'omonimo dipartimento e conta una popolazione di 25 072 abitanti (censimento 2014).